# Lovers don't talk
Lovers don't talk is een single van The Cats die werd uitgebracht in 1984. Het is de derde single sinds de tweede comeback van band. Het nummer werd verder uitgebracht op de lp Third life. Lovers don't talk werd in 1983 geschreven door het Belgische duo Fred Bekky en Tony Kolenberg. In 1988 kwam de "zanger" (de ex-atleet) Carl Lewis met een cover op single (B-kant Love triangle) en op zijn album Modern man. 
Op de B-kant van de single van The Cats staat het instrumentale nummer Canción de la sierra dat geschreven werd door Cees Veerman, Piet Veerman en Jaap Schilder.

## Hitnotering
Nadat de single vijf weken in de Tipparade stond, kwam het de Top 40 binnen. Hier kwam het echter niet verder dan nummer 37; in de Single Top 100 kwam het op nummer 35 terecht.

### Nederlandse Top 40
| Positie: | 40 | 37 | 39 | uit |

### NederlandseMega top 50
| Positie: | 38 | 35 | 43 | uit |